# Acacia subangularis
Acacia subangularis é uma espécie de leguminosa do gênero Acacia, pertencente à família Fabaceae.